# Ðorđe Andrijašević
Ðorđe Andrijašević, conosciuto in Italia come Giorgio Andrijassevic o Giorgio Andrjassevic (in serbo Ђорђе Андријашевић?; Sarajevo, 5 maggio 1931 – 6 agosto 2025), è stato un cestista e allenatore di pallacanestro jugoslavo.

## Carriera
Dopo l'inizio della carriera in patria nella Stella Rossa Beograd (dove vinse 6 titoli nazionali) e poi nella nazionale jugoslava (con 47 presenze), nell'ottobre 1955 (a 24 anni) si trasferì in Italia nella Pallacanestro Pavia dove, prima da giocatore e poi anche da allenatore, rimase dal 1955 al 1958 ottenendo il miglior piazzamento col 3º posto assoluto nel campionato 1955/56. Si trasferì a Bologna alla Società Cestistica Mazzini e poi in Francia dal 1962 al 1987, dove guidò la JAV Vichy (nel 1962-63 da allenatore-giocatore), vincendo due Coppe di Francia e arrivando in finale di Coppa delle Coppe nel 1970. Poi a Caen e poi ad Antibes portando l'Olympique Antibes al secondo posto in campionato e alla semifinale di coppa Korac nel 1984
Con la nazionale jugoslava disputò 47 incontri; disputò il Mondiale 1954, gli Europei 1953 e 1955.

## Palmarès

### Giocatore
- YUBA liga: 6

Stella Rossa Belgrado: 1950, 1951, 1952, 1953, 1954, 1955

### Allenatore
- Coppa di Francia: 2

Vichy: 1969, 1970
- Coppa di Jugoslavia: 1

Stella Rossa Belgrado: 1971